# Kirchenbaulast
Kirchenbaulast ist ein Begriff aus dem Recht der Kirchenfinanzierung. Ihr Gegenstand ist die Verpflichtung einer natürlichen oder juristischen Person, Kirchengebäude erstmals zu errichten, zu erweitern, instand zu halten oder wiederherzustellen.
Historische Kirchenbaulasten waren oft mit einem Kirchenpatronat verbunden. Eine andere Quelle war die Inkorporation einer Ortskirche in ein Kloster oder Stift. Mit der Inkorporation gelangte das Kloster in den Genuss der Vermögenserträge. Zum Ausgleich musste aber auch die örtliche Seelsorge gewährleistet werden, zum einen durch die Bereitstellung des örtlichen Seelsorgers, zum anderen aber auch durch die Vorhaltung der benötigten Bauwerke, also insbesondere Kirche (mit Friedhof), Pfarr- und Mesnerhaus.

## Rechtsquellen
Die Rechtsquellen bilden im Wesentlichen das Herkommen sowie das Gewohnheitsrecht und Verträge, förmliche Gemeindebeschlüsse, Urkunden und historische Schriftstücke, die teilweise bis in die Reformationszeit zurückreichen.
In Deutschland hat der Staat aufgrund einer „Gesamtrechtsnachfolge“ mit der Säkularisation 1803 auch die auf dem säkularisierten Vermögen lastenden Verpflichtungen, insbesondere die Kirchenbaulast übernommen. Die Erträge der säkularisierten Kirchengüter mussten nach den Bestimmungen im „Reichsdeputationshauptschluss“ auch „zuvorderst“ für diese Verpflichtungen verwendet werden. Den Bestand dieser Verpflichtungen hat der Staat verfassungsrechtlich wie auch durch Konkordatsverträge mehrfach anerkannt. Eine einvernehmliche Ablösung ist vorgesehen.
In Hessen wurde im Jahr 2003 eine Rahmenvereinbarung zwischen Staat, Kirchen und Gemeinden zur Ablösung der Baulasten geschlossen. Darin verpflichtet sich die jeweilige Gemeinde zur Zahlung einer bestimmten Ablösesumme; dafür verzichten die Kirchengemeinden dauerhaft auf die künftige Geltendmachung von Baulastansprüchen. Das Land fördert die von den baulastpflichtigen Kommunen aufzubringenden Leistungen auf die Ablösebeträge in Höhe von 50 % durch Finanzzuweisungen aus Mitteln des kommunalen Finanzausgleichs.
Das Land Hessen hatte seine staatlichen Patronatsverpflichtungen gegenüber den Großkirchen bereits in den 1960er Jahren weitgehend durch Staatskirchenverträge abgelöst.

## Umfang und Rechtsnatur
Der Umfang der Kirchenbaulast kann von Ort zu Ort verschieden sein und sich auf das gesamte Gebäude oder auch nur auf einzelne Gebäudeteile wie den Kirchturm oder einzelne Kultgegenstände (res sacrae) beziehen. Eine bundesweit einheitliche Regelung gibt es nicht (Art. 132 EGBGB).
In den überwiegenden Fällen hat der Staat für die Kosten der Baumaßnahmen unmittelbar aufzukommen (primäre Baupflicht). In allen anderen Fällen wird er zur Übernahme der Kosten nur bei Leistungsunfähigkeit (sog. Insuffizienz) des primär baupflichtigen (kirchlichen) Rechtsträgers, z. B. einer Pfarrpfründestiftung, herangezogen (subsidiäre Baupflicht).
Die Kirchenbaulast bezieht sich auf „kirchliche Gebäude“. Das sind nicht nur Gebäude, die direkt dem Zweck der Gottesdienstausübung dienen, sondern auch Gebäude, die den Kirchenbediensteten, die die Durchführung des Gottesdienstes gewährleisten, zu dienen bestimmt sind, wie Pfarrhäuser. Der Kirchenbaulast können ebenfalls Nebengebäude der Kirche unterliegen. Entscheidend für das Vorliegen einer Kirchenbaulast ist die unmittelbare oder mittelbare Beziehung zur Kultusausübung.
Kirchenbaulasten sind grundsätzlich dem öffentlichen Recht zuzuordnen, da ihr Ursprung im öffentlichen Interesse an der Erhaltung der zur Ausübung der christlichen Kultur dienenden kirchlichen Gebäude liegt. Gemäß § 40 Abs. 1 S. 1 VwGO ist für Baulaststreitigkeiten der Verwaltungsrechtsweg eröffnet. Sie sind als Dauerschuldverhältnis ausgestaltet und erlöschen daher nicht mit einmaliger Erbringung einer Bauleistung.

## Rechtsprechung
Am 11. Dezember 2008 entschied das Bundesverwaltungsgericht in Leipzig im Fall einer Gemeinde der Thüringischen Landeskirche gegen die Stadt Hildburghausen, dass vertraglich begründete Kirchenbaulasten der ehemaligen Gemeinden in der späteren DDR nicht auf die nach der Wende errichteten Gemeinden übergegangen, sondern mit dem Inkrafttreten des Einigungsvertrages erloschen sind. Manche Kirchenangehörige fürchten nun den Verfall von vielen denkmalgeschützten Gebäuden, für welche die Kirche allein nicht genügend Mittel zur Verfügung hat.
Nur wenig später entschied das Bundesverwaltungsgericht jedoch im Fall des Katholischen Kirchen- und Pfarrhaus-Baufonds gegen die Stadt Bühl, dass vor Inkrafttreten der Weimarer Reichsverfassung begründete vertragliche Kirchenbaulasten grundsätzlich weiterhin zu erfüllen sind und dass daher die Stadt Bühl Kosten, die der katholischen Kirchengemeinde Sankt Gallus in Bühl-Altschweier zur Renovierung ihrer Pfarrkirche entstanden sind, zu erstatten hat.